# Симонов, Рубен Евгеньевич
Рубе́н Евге́ньевич Си́монов (р. 1 июля 1953, Москва, СССР) — советский и российский актёр и театральный режиссёр. Заслуженный артист России (2012). Лауреат премии Ленинского комсомола (1985).

## Биография
Родился 1 июля 1953 года в семье Евгения Симонова. Мать Лифанова Маргарита Ульяновна (1926 — 2007) — советская и российская актриса театра и кино, заслуженная артистка РСФСР (1971). Род Симонова происходит из владикавказских армян, а фамилия режиссёра является русифицированной армянской фамилией «Симонянц». Окончил театральный институт имени Б. В. Щукина в 1974 году (курс В. К. Львовой). Сразу по окончании института был приглашён в труппу Драматического театра на Малой Бронной на роль Костика в спектакле «Покровские ворота». И автор пьесы Л. Г. Зорин, и режиссёр спектакля М. М. Козаков не пожалели о своём выборе. 
За время работы в театре на Малой Бронной, сыграл 18 ролей, среди которых 7 ведущих: Костик («Покровские ворота»), Кай («Жестокие игры»), Пестель («Лунин или Смерть Жака»), Павел («Враги»), Бодянский («Рассказ от первого лица»), Чичо («Королевские цветы»), Трусливый Лев («Волшебник Изумрудного города»). В исполнении этих ролей проявились те специфические творческие качества артиста, которые позволили ему заняться впоследствии режиссёрской работой: глубокое вскрытие идейного содержания образа, детальная разработка характера персонажа, точный внешний рисунок.
В Театре на Малой Бронной был привлечён к работе в качестве режиссёра-ассистента в спектаклях «Жестокие игры», «Отпуск по ранению», «А всё-таки она вертится» и направлен руководством театра, А. Л. Дунаевым и А. В. Эфросом на Высшие театральные курсы при ГИТИСе им. А. В. Луначарского.
В 1981—1982 годах — слушатель Высших театральных курсов при ГИТИСе им. А. В. Луначарского по специальности — «Режиссёр-постановщик драматического театра». В это время, под руководством А. А. Гончарова, работал в театре им. В. В. Маяковского в качестве режиссёра-стажёра над спектаклями «Кошка на раскалённой крыше» и «Жизнь и смерть Клима Самгина». После успешного окончания Высших театральных курсов Р. Е. Симонов был направлен Министерством культуры СССР на стажировку в театр им. Е. Б. Вахтангова, а затем зачислен в штат театра.
Первой крупной работой Симонова стал спектакль «Раненые». Симонов продемонстрировал в нём режиссёрский темперамент, острое чувство современности, чёткость композиционного решения и, может быть, самое главное — умение увлечь своим замыслом актёров. «Молодой режиссёр, — свидетельствовала пресса, — доверился драматургическому мастерству, воспроизвёл его на сцене средствами психологического театра в образах живых и достоверных, волнующих своей болью и правдой, цельностью и неоднозначностью». За спектакль «Раненые» поставленный к юбилею Победы, Симонов был удостоен премии Ленинского комсомола. Остро ощущая стремление молодёжи к творческому выявлению, Симонов фактически возглавил работу молодых артистов над внеплановыми, самостоятельными работами. Благодаря этой деятельности родились два первоклассных профессиональных спектакля: «Русь, браво!!» и «Пух, Пух, Пух». Всё это время он не оставлял и актёрскую работу. В его послужном списке 10 ролей на сцене театра Вахтангова. Симонов неизменно участвовал как автор и режиссёр-постановщик во всех юбилейных вечерах театра Вахтангова, которые всегда проходили с большим успехом.
Параллельно работал как режиссёр-постановщик в Московском драматическом театре им. Рубена Симонова. Здесь он осуществил постановку спектаклей — «Джек-Восьмёркин», «Мой бедный Марат», «Горя бояться — счастья не видать», «Девушка-гусар», «Дайте мне старуху», «Сказка за сказкой», «Арбатский вальс». Спектакль «Девушка-гусар» был удостоен первой премии на Международном театральном фестивале в Южной Корее. В театре им. Р. Симонова он, как актёр, сыграл десять ролей. Среди них Царь Дормидонт («Горя бояться — счастья не видать»), Капитан Роланд и Лерман («Девушка-гусар»), Пустернак («Дайте мне старуху»).
В настоящее время (2025) преподаёт актёрское мастерство в Театральном институте им. Б. В. Щукина. Он является режиссёром-педагогом дипломных спектаклей «Соломенная шляпка» (выпуск 2006 года), «Русские водевили» (выпуск 2008 года). Многие из его учеников с успехом работают в Театре им. Евг. Вахтангова.
Член "Российского Авторского Общества". Обладая литературным и поэтическим даром, является автором пьес «Галатея», «Киллер и дура», «Из сказки в сказку», «Арбатский вальс». По его пьесе «Киллер и дура» режиссёр Сергей Косач снял художественный фильм «Убить Беллу». Р. Е. Симонов является автором стихотворного либретто оперетты «Фиалка Монмартра», автором стихотворных текстов к мюзиклу Джерри Хермана «Хелло, Долли» и автором либретто Юбилейного вечера в Московском театре Оперетты.
Много работает в кино и на телевидении. Его фильмография насчитывает более тридцати картин.
В рамках проведения Года России в Болгарии, Симонов был направлен руководством театра им. Вахтангова в Софию для постановки спектакля. Среди его последних работ — спектакль «Принцесса Турандот» в болгарском театре «София». Судя по рецензиям, спектакль был высоко оценен театральной общественностью и восторженно принят публикой. Эта постановка была удостоена награды «Икар» на фестивале Балканских театров.
Ко «Дню защиты детей» 1 июня 2010 года вместе с молодыми актёрами показал сочинённый им самим спектакль «Из сказки в сказку».

## Фильмография
1. 1973 — Друзья мои… (киноальманах, 4-я новелла «Чукотский марш») — Погосян, бородач, кандидат в стройотрядовцы
2. 1974 — Помни имя своё — сержант
3. 1975 — От зари до зари — чернявый попутчик Фёдора Рожнова в такси
4. 1975 — Персональное дело (фильм-спектакль) — Марат
5. 1977 — Рассказ от первого лица (фильм-спектакль) — Бодянский
6. 1980 — Ларец Марии Медичи — Михаил Казарян, следователь
7. 1981 — Третье измерение — Сартанян, офицер, член экипажа подлодки
8. 1982 — Инспектор Лосев — Эдик Албанян
9. 1982 — Солнечный ветер (ТВ) — Миша, сотрудник лаборатории
10. 1983 — Когда играли Баха (короткометражный) — приятель
11. 1983 — Отпуск по ранению (фильм-спектакль) — Мишка (нет в титрах)
12. 1983 — Петля — Эдик Албанян
13. 1983 — Тревожное воскресенье — Карен Малаян, капитан противопожарной службы, командир пожарного катера
14. 1984 — Гостья из будущего — профессор Гоги, сотрудник Института времени
15. 1985 — Берега в тумане — французский полковник (нет в титрах)
16. 1986 — Без срока давности — Петросян, капитан
17. 1986 — Чичерин — Карахан
18. 1987 — Пять писем прощания — Ваган Терьян
19. 1994 — Мартовские иды (фильм-спектакль) — секретарь Цезаря
20. 2000 — Маросейка, 12 (Фильм № 6 «Бабье лето») — знакомый Алины в Москве
21. 2000 — Сыщики (Фильм 7 «Черт лысый») — Коркия
22. 2002 — Моя граница — наркобарон
23. 2004 — Бомба для невесты — отец
24. 2006 — Очарование зла — Рош, комиссар французской полиции
25. 2006 — Сыщики-5 (Фильм 2 «Шесть шестых») — Изаксон
26. 2009 — Стая — Мдиванбеги, князь
27. 2010 — Элизиум (не завершен) — Владимир Андреевич
28. 2010 — Зоя — Сталин
29. 2011 — Кодекс чести-5 (Фильм № 1 «Новый») — Борис
30. 2011 — Ментовские войны-5 (Фильм № 3 «Лицом к лицу») — Реваз Анзорович Кунашвили, пластический хирург
31. 2011 — СОБР — Тахир Алиевич Байсултанов, полковник милиции, заместитель начальника Ставропольского УВД
32. 2011 — Я желаю тебе себя — заказчик
33. 2013 — Евгений Онегин (фильм-спектакль) — сосед Лариных
34. 2014 — Москва. Три вокзала (163-я серия «Трубадур») — Ипполит Духовский (Дешан), коллекционер
35. 2015 — Верю не верю — Фёдор Кузьмич, сосед Кати, ходячая энциклопедия
36. 2017 — Под напряжением — Александр Юрьевич Бобровский, генерал-майор юстиции

## Награды
- Орден Дружбы (10 сентября 2021 года) — за большой вклад в развитие отечественной культуры и искусства, многолетнюю плодотворную деятельность[3].
- Заслуженный артист Российской Федерации (5 апреля 2012 года) — за заслуги в области искусства[1].
- Премия Ленинского комсомола (1985).